# Блекгам (Оклахома)
Блекгам (англ. Blackgum) — переписна місцевість (CDP) в США, в окрузі Секвоя штату Оклахома. Населення — 47 осіб (2020).

## Географія
Блекгам розташований за координатами 35°36′43″ пн. ш. 94°59′32″ зх. д. / 35.61194° пн. ш. 94.99222° зх. д. (35.612047, -94.992145).  За даними Бюро перепису населення США в 2010 році переписна місцевість мала площу 0,57 км², з яких 0,56 км² — суходіл та 0,00 км² — водойми.

## Демографія
Згідно з переписом 2010 року, у переписній місцевості мешкала 51 особа в 21 домогосподарстві у складі 14 родин. Густота населення становила 90 осіб/км².  Було 28 помешкань (50/км²).
Расовий склад населення:
| - 52,9 % — білих - 25,5 % — корінних американців |

До двох чи більше рас належало 21,6 %. Частка іспаномовних становила 2,0 % від усіх жителів.
За віковим діапазоном населення розподілялося таким чином: 25,5 % — особи молодші 18 років, 49,0 % — особи у віці 18—64 років, 25,5 % — особи у віці 65 років та старші. Медіана віку мешканця становила 44,8 року. На 100 осіб жіночої статі у переписній місцевості припадало 131,8 чоловіків;  на 100 жінок у віці від 18 років та старших — 123,5 чоловіків також старших 18 років.
Цивільне працевлаштоване населення становило 12 особи. Основні галузі зайнятості: освіта, охорона здоров'я та соціальна допомога — 100,0 %.